# Partido Republicano de Angola
O Partido Republicano de Angola (PREA) foi um partido político angolano. Iniciou as suas actividades em 14 de Março de 1988, em Luanda, e fundou sua principal ramificação em Agosto de 1994, nos Estados Unidos da América.
O partido foi legalizado em 19 de Março de 1997, pelo Tribunal Supremo de Angola. Enquanto foi ativo o PREA esteve implementado em todo território de Angola. Chegou a ter em seus quadros 1 450 000 membros militantes espalhados em Angola e a nível internacional[carece de fontes?].
Seu presidente é Carlos Contreiras.
Participando nas eleições de 2017
O partido foi extinto em 2013. Foi extinto sem conseguir eleger sequer um representante para a Assembleia Nacional de Angola em toda a sua existência.